# Rachia striata
Rachia striata är en fjärilsart som beskrevs av George Francis Hampson 1892. Rachia striata ingår i släktet Rachia och familjen tandspinnare. Inga underarter finns listade.